# Prezydenci Azerbejdżanu

## Chronologiczna lista

### Demokratyczna Republika Azerbejdżanu(1918–1920)
Przewodniczący Rady Narodowej
| Osoba | Osoba   | Osoba                            | Kadencja     | Kadencja       | Partia polityczna |
| #     | Portret | Imię i nazwisko                  | Od           | Do             | Partia polityczna |
| ----- | ------- | -------------------------------- | ------------ | -------------- | ----------------- |
| 1     |         | Məmmədəmin Rəsulzadə (1884–1955) | 28 maja 1918 | 7 grudnia 1918 | Musawat           |

Przewodniczący parlamentu
| Osoba | Osoba   | Osoba                                | Kadencja       | Kadencja         | Partia polityczna |
| #     | Portret | Imię i nazwisko                      | Od             | Do               | Partia polityczna |
| ----- | ------- | ------------------------------------ | -------------- | ---------------- | ----------------- |
| 1     |         | Əlimərdan bəy Topçubaşov (1862–1934) | 7 grudnia 1918 | 27 kwietnia 1920 | Unia Muzułmańska  |

### Zakaukaska Federacyjna Republika Radziecka (1922–1936) i Azerbejdżańska Socjalistyczna Republika Radziecka (1936–1991)
Przewodniczący prezydium Komunistycznej Partii Azerbejdżańskiej SRR
| Osoba | Osoba   | Osoba                            | Kadencja         | Kadencja             | Partia polityczna |
| #     | Portret | Imię i nazwisko                  | Od               | Do                   | Partia polityczna |
| ----- | ------- | -------------------------------- | ---------------- | -------------------- | ----------------- |
| 1     |         | Mirzə Davud Hüseynov (1894–1938) | 28 kwietnia 1920 | 23 lipca 1920        | RKP(b)            |
| 2     |         | Wiktor Nanejszwili (1878–1940)   | 23 lipca 1920    | 9 września 1920      | RKP(b)            |
| 3     |         | Jelena Stasowa (1873–1966)       | 9 września 1920  | 15 września 1920     | RKP(b)            |
| 4     |         | Wladimer Dumbadze (1879–1934)    | 15 września 1920 | 24 października 1920 | RKP(b)            |

Sekretarz wykonawczy Komunistycznej Partii Azerbejdżańskiej SRR
| Osoba | Osoba   | Osoba                         | Kadencja             | Kadencja      | Partia polityczna |
| #     | Portret | Imię i nazwisko               | Od                   | Do            | Partia polityczna |
| ----- | ------- | ----------------------------- | -------------------- | ------------- | ----------------- |
| 1     |         | Grigorij Kaminski (1895–1938) | 24 października 1920 | 24 lipca 1921 | RKP(b)            |

Pierwsi sekretarze Komunistycznej Partii Azerbejdżańskiej SRR
| Osoba | Osoba   | Osoba                           | Kadencja         | Kadencja         | Partia polityczna |
| #     | Portret | Imię i nazwisko                 | Od               | Do               | Partia polityczna |
| ----- | ------- | ------------------------------- | ---------------- | ---------------- | ----------------- |
| 1     |         | Siergiej Kirow (1886–1934)      | 24 lipca 1921    | 5 stycznia 1925  | RKP(b)            |
| 2     |         | Ruhulla Axundov (1897–1938)     | 5 stycznia 1925  | 21 stycznia 1926 | WKP(b)            |
| 3     |         | Lewon Mirzojan (1873–1939)      | 21 stycznia 1926 | 11 lipca 1929    | WKP(b)            |
| 4     |         | Nikołaj Gikało (1897–1938)      | 11 lipca 1929    | 5 sierpnia 1930  | WKP(b)            |
| 5     |         | Władimir Połonski (1893–1937)   | 5 sierpnia 1930  | 7 lutego 1933    | WKP(b)            |
| 6     |         | Ruben Rubenow (1894–1937)       | 7 lutego 1933    | 10 grudnia 1933  | WKP(b)            |
| 7     |         | Mir Cəfər Bağırov (1896–1956)   | 10 grudnia 1933  | 6 kwietnia 1953  | WKP(b)            |
| 8     |         | Mir Teymur Yaqubov (1904–1970)  | 6 kwietnia 1953  | 17 lutego 1954   | KPZR              |
| 9     |         | İmam Mustafayev (1910–1997)     | 17 lutego 1954   | 10 lipca 1959    | KPZR              |
| 10    |         | Vəli Axundov (1916–1986)        | 10 lipca 1959    | 14 lipca 1969    | KPZR              |
| 11    |         | Heydər Əliyev (1923–2003)       | 14 lipca 1969    | 3 grudnia 1982   | KPZR              |
| 12    |         | Kamran Bağırov (1933–2000)      | 3 grudnia 1982   | 21 maja 1988     | KPZR              |
| 13    |         | Əbdürrəhman Vəzirov (1930–2022) | 21 maja 1988     | 25 stycznia 1990 | KPZR              |
| 14    |         | Ayaz Mütəllibov (1938–2022)     | 25 stycznia 1990 | 14 września 1991 | KPZR              |

Przewodniczący Tymczasowego Komitetu Rewolucyjnego
| Osoba | Osoba   | Osoba                            | Kadencja         | Kadencja     | Partia polityczna |
| #     | Portret | Imię i nazwisko                  | Od               | Do           | Partia polityczna |
| ----- | ------- | -------------------------------- | ---------------- | ------------ | ----------------- |
| 1     |         | Mirzə Davud Hüseynov (1894–1938) | 28 kwietnia 1920 | 16 maja 1920 | RKP(b)            |
| 2     |         | Nəriman Nərimanov (1870–1925)    | 16 maja 1920     | 21 maja 1921 | RKP(b)            |

Przewodniczący Centralnego Komitetu Wykonawczego
| Osoba | Osoba   | Osoba                             | Kadencja         | Kadencja         | Partia polityczna |
| #     | Portret | Imię i nazwisko                   | Od               | Do               | Partia polityczna |
| ----- | ------- | --------------------------------- | ---------------- | ---------------- | ----------------- |
| 1     |         | Muxtar Hacıyev (1876–1938)        | 21 maja 1921     | 6 maja 1922      | RKP(b)            |
| 2     |         | Səməd ağa Ağamalıoğlu (1867–1930) | 6 maja 1922      | 18 września 1929 | WKP(b)            |
| 3     |         | Qəzənfər Musabəyov (1888–1938)    | 18 września 1929 | 15 grudnia 1931  | WKP(b)            |
| 4     |         | Sultanməcid Əfəndiyev (1887–1938) | 15 grudnia 1931  | czerwiec 1937    | WKP(b)            |
| 5     |         | Mir Bəşir Qasımov (1879–1949)     | czerwiec 1937    | 18 lipca 1938    | WKP(b)            |

Przewodniczący Rady Najwyższej
| Osoba | Osoba   | Osoba                          | Kadencja      | Kadencja      | Partia polityczna |
| #     | Portret | Imię i nazwisko                | Od            | Do            | Partia polityczna |
| ----- | ------- | ------------------------------ | ------------- | ------------- | ----------------- |
| 1     |         | Mir Teymur Yaqubov (1904–1970) | 18 lipca 1938 | 21 lipca 1938 | WKP(b)            |

Przewodniczący Prezydium Rady Najwyższej
| Osoba | Osoba   | Osoba                         | Kadencja          | Kadencja          | Partia polityczna |
| #     | Portret | Imię i nazwisko               | Od                | Do                | Partia polityczna |
| ----- | ------- | ----------------------------- | ----------------- | ----------------- | ----------------- |
| 1     |         | Mir Bəşir Qasımov (1879–1949) | 21 lipca 1938     | 23 kwietnia 1949  | WKP(b)            |
| 2     |         | Nəzər Heydərov (1896–1968)    | 18 maja 1949      | 9 marca 1954      | WKP(b)            |
| 3     |         | Mirzə İbrahimov (1911–1993)   | 9 marca 1954      | 23 stycznia 1958  | KPZR              |
| 4     |         | İlyas Abdullayev (1913–1985)  | 23 stycznia 1958  | 25 listopada 1959 | KPZR              |
| 5     |         | Səftər Cəfərov (1900–1961)    | 25 listopada 1959 | 18 listopada 1961 | KPZR              |
| 6     |         | Məmməd İsgəndərov (1915–1985) | 29 grudnia 1961   | 25 grudnia 1969   | KPZR              |
| 7     |         | Qurban Xəlilov (1906–2000)    | 25 grudnia 1969   | 30 grudnia 1985   | KPZR              |
| 8     |         | Süleyman Tatlıyev (1925–2014) | 30 grudnia 1985   | 22 czerwca 1989   | KPZR              |
| 9     |         | Elmira Qafarova (1934–1993)   | 22 czerwca 1989   | 18 maja 1990      | KPZR              |

Prezydent Azerbejdżańskiej SRR
| Osoba | Osoba   | Osoba                       | Kadencja     | Kadencja         | Partia polityczna |
| #     | Portret | Imię i nazwisko             | Od           | Do               | Partia polityczna |
| ----- | ------- | --------------------------- | ------------ | ---------------- | ----------------- |
| 1     |         | Ayaz Mütəllibov (1938–2022) | 18 maja 1990 | 30 sierpnia 1991 | KPZR              |

### Republika Azerbejdżanu (od 1991)
Prezydenci
| Osoba | Osoba   | Osoba                               | Kadencja             | Kadencja             | Partia polityczna          |
| #     | Portret | Imię i nazwisko                     | Od                   | Do                   | Partia polityczna          |
| ----- | ------- | ----------------------------------- | -------------------- | -------------------- | -------------------------- |
| 1     |         | Ayaz Mütəllibov (1938–2022)         | 30 sierpnia 1991     | 6 marca 1992         | bezpartyjny                |
| —     |         | Yaqub Məmmədov (tymczasowo) (1941–) | 6 marca 1992         | 14 maja 1992         | bezpartyjny                |
| —     |         | Ayaz Mütəllibov (1938–2022)         | 14 maja 1992         | 18 maja 1992         | bezpartyjny                |
| —     |         | İsa Qəmbər (tymczasowo) (1957–)     | 19 maja 1992         | 16 czerwca 1992      | Ludowy Front Azerbejdżanu  |
| 2     |         | Əbülfəz Elçibəy (1938–2000)         | 16 czerwca 1992      | 1 września 1993      | Ludowy Front Azerbejdżanu  |
| 3     |         | Heydər Əliyev (1923–2003)           | 3 października 1993  | 31 października 2003 | Partia Nowego Azerbejdżanu |
| 4     |         | İlham Əliyev (1961–)                | 31 października 2003 | nadal                | Partia Nowego Azerbejdżanu |